# Rhinyptia flava
Rhinyptia flava är en skalbaggsart som beskrevs av Machatschke 1971. Rhinyptia flava ingår i släktet Rhinyptia och familjen Rutelidae. Inga underarter finns listade i Catalogue of Life.